# 葡萄牙海外部

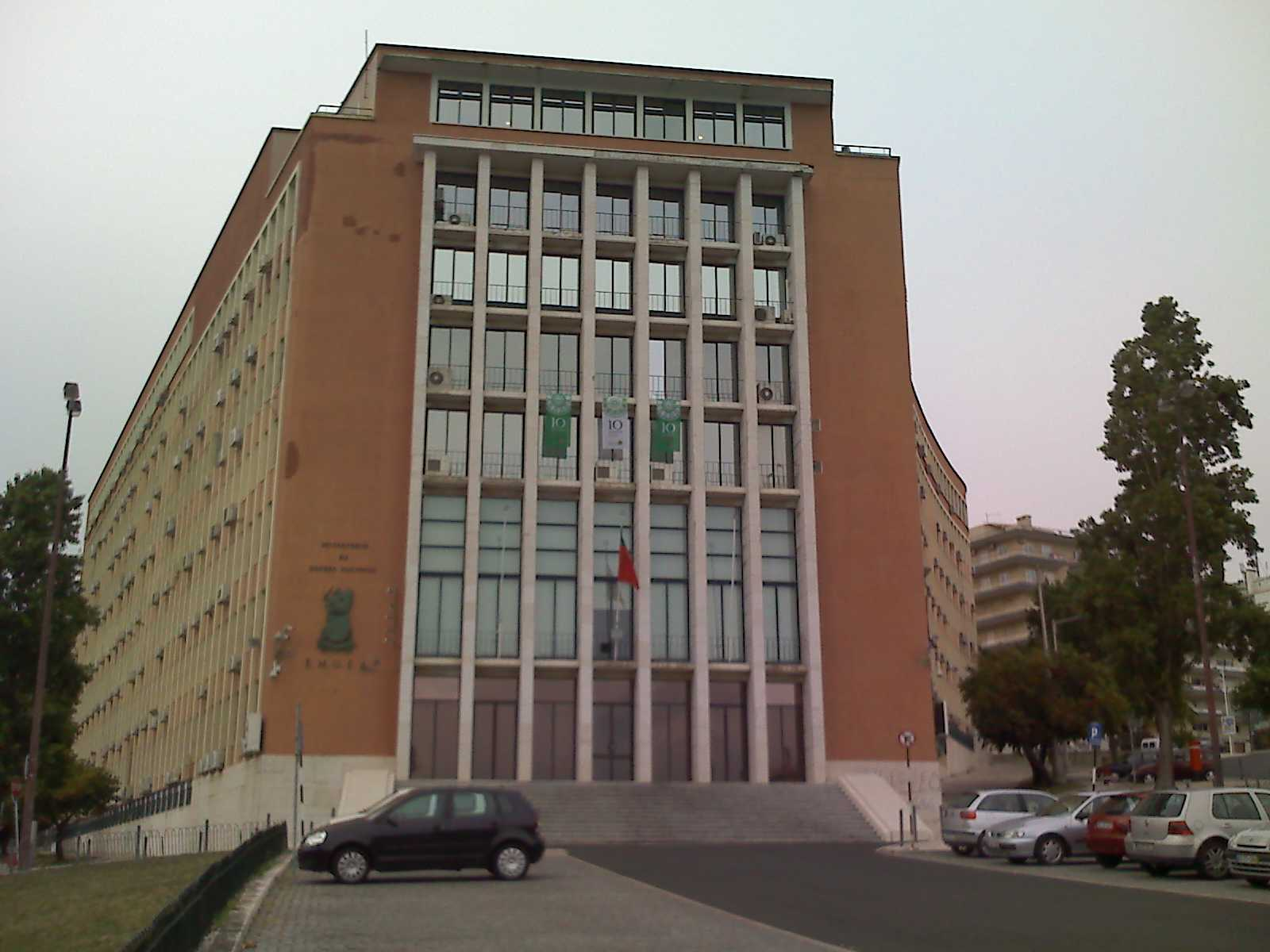
葡萄牙海外部舊址，位於里斯本

葡萄牙海外部（葡萄牙語：Ministério do Ultramar）是葡萄牙政府負責各海外省民政管理的部門。
該部前身為若翰五世於1736年設立的海事及海外部。1911年，獨立的藩政部設立，後於1951年改稱海外部。
1974年4月25日康乃馨革命後，該部改稱地區調協部。